# Raphael Ravenscroft
Raphael „Raf“ Ravenscroft (4. června 1954 Stoke-on-Trent, Anglie – 19. října 2014 Exeter, Anglie) byl britský saxofonista.
Spolupracoval se skotským písničkářem Gerrym Raffertym, mj. pro něj nahrál saxofonové sólo pro jeho hit „Baker Street“. Spolupracoval také s interprety, jako jsou ABBA, Marvin Gaye, Pink Floyd (album The Final Cut), Roger Waters (album The Pros and Cons of Hitch Hiking), David Gilmour (turné About Face), America, Kim Carnes, Mike Oldfield (alba Islands a Earth Moving), Chris Rea, Robert Plant, Brand X, Bonnie Tyler, ve 21. století např. se skupinou Daft Punk či zpěvačkou Duffy. V roce 1979 vydal sólové album Her Father Didn't Like Me, Anyway.
Zemřel ve věku 60 let v nemocnici v Exeteru, zřejmě po prodělaném infarktu myokardu.